# ミヌキウス氏族
ミヌキウス氏族 (ラテン語: Gens Minucia) は、古代ローマの氏族のひとつ。共和政前期にはパトリキ系が、後期にはプレブス系が勃興し、政務官を輩出した。

## パトリキ系

### アウグリヌス家
- マルクス・ミヌキウス・アウグリヌス： 紀元前497年、491年の執政官[1]
- プブリウス・ミヌキウス・アウグリヌス： 紀元前492年の執政官[2]

### エスクィリヌス家
- マルクス
  - プブリウス
    - ルキウス・ミヌキウス・エスクィリヌス・アウグリヌス： 紀元前458年の補充執政官[3]
    - クィントゥス・ミヌキウス・エスクィリヌス： 紀元前457年の執政官[4]

### その他
- スプリウス・ミヌキウス： 紀元前420年の最高神祇官[5]
- ミヌキア： 紀元前337年のウェスタの処女。不貞で告発され処刑された[6]

## プレブス系

### アウグリヌス家
- ティベリウス・ミヌキウス・アウグリヌス： 紀元前305年の執政官[7]
- ガイウス・ミヌキウス・アウグリヌス： 紀元前184年の護民官。スキピオ・アシアティクスに罰金を課し、大グラックスの逮捕を命じたという[8]

### ルフス家
- ガイウス
  - ガイウス
    - マルクス・ミヌキウス・ルフス： 紀元前221年の執政官[9]。紀元前217年には独裁官も
    - ガイウス
      - クィントゥス・ミヌキウス・ルフス： 紀元前197年の執政官[10]
- マルクス・ミヌキウス・ルフス： 紀元前197のプラエトル。ペレグリン担当[11]
- クィントゥス
  - マルクス・ミヌキウス・ルフス： 紀元前110年の執政官[12]
  - クィントゥス・ミヌキウス・ルフス： 上記ルフスの兄弟。彼の下でレガトゥスとして働く

### テルムス家
- クィントゥス
  - ルキウス
    - クィントゥス・ミヌキウス・テルムス： 紀元前193年の執政官[13]
- ルキウス・ミヌキウス・テルムス： 紀元前182年からレガトゥスとしてクィントゥス・フルウィウス・フラックスの下で活躍[14]
- ルキウス・ミヌキウス・テルムス： 紀元前154年にプトレマイオス7世がキプロスに戻れるよう派遣された三人のうちの一人[15]

### その他
- マルクス・ミヌキウス： 紀元前401年の護民官[16]
- マルクス・ミヌキウス・ファエスス： 紀元前300年のオグルニウス法によって追加されたプレブス出身アウグル[17]
- マルクス・ミヌキウス： 紀元前216年の護民官。財務担当三人官創設の法案提出[18]
- ティベリウス・ミヌキウス・モッリクルス： 紀元前180年のプラエトル。ペレグリン担当[19]
- クィントゥス・ミヌキウス： 紀元前164年のプラエトル[20]
- クィントゥス・ミヌキウス： 紀元前135年のアエディリス[21]